# Principewever
De principewever (Ploceus princeps) is een zangvogel uit de familie Ploceidae (wevers en verwanten).

## Verspreiding en leefgebied
Deze soort is endemisch op Principe, een eiland in de Golf van Guinee.

## Status
Hoewel de Principewever een klein verspreidingsgebied kent, is de soort volgens de International Union for Conservation of Nature and Natural Resources Niet Bedreigd, omdat de populatie stabiel lijkt. Deze vogelsoort wordt omschreven als een van de meest algemeen voorkomende soorten op het eiland Principe.